# Maria Teresa de Áustria-Teschen
Maria Teresa Ana de Áustria-Teschen (em alemão: Maria Theresia Anna von Österreich-Teschen; Viena, 15 de julho de 1845 – Tubinga, 8 de outubro de 1927), foi Arquiduquesa da Áustria, a filha mais velha do arquiduque Alberto, Duque de Teschen, e de sua esposa, a princesa Hildegarda da Baviera. Tornou-se Duquesa de Württemberg por seu casamento com o duque Filipe de Württemberg.

## Biografia

### Família
Maria Teresa era a filha mais velha de Alberto Frederico de Áustria-Toscana, arquiduque da Áustria e duque da Toscana; e de Hildegarda de Wittelsbach, princesa da Baviera. Seus avós paternos foram o arquiduque Carlos de Áustria-Toscana e a princesa Henriqueta de Nassau-Weilburg; e seus avós maternos foram o rei Luís I da Baviera e Teresa de Saxe-Hildburghausen.

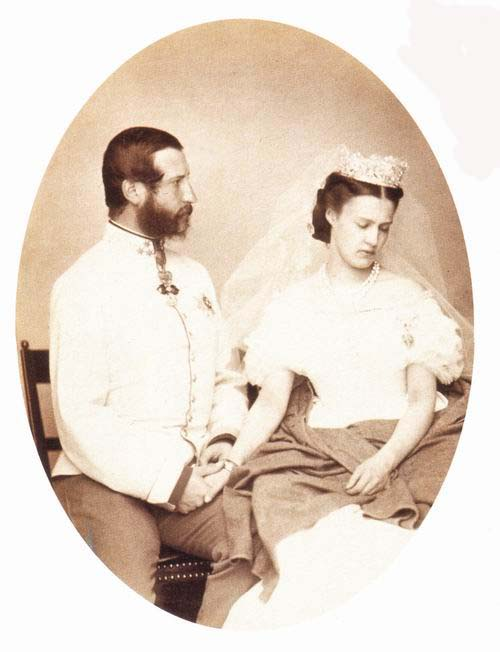
Felipe de Württemberg e Maria Teresa de Áustria-Teschen.

### Casamento e filhos
Em junho de 1862, o rei Luís I de Portugal pediu a mão da arquiduquesa Teresa em casamento, seguindo o conselho que tinha pedido à sua prima, a rainha Vitória, e ao seu tio-avô, o rei Leopoldo da Bélgica. No entanto, o seu pai recusou o pedido, alegando que a filha, na altura a cerca de um mês de completar 17 anos de idade, era ainda muito nova para casar e precisava de terminar a sua educação.
Casou-se em Viena, em 18 de janeiro de 1865, com o duque Felipe de Württemberg, filho do duque Alexandre de Württemberg e da princesa Maria Cristina de Orléans. O casal teve cinco filhos:
- Alberto (1865-1939), casado com a arquiduquesa Margarida Sofia da Áustria, com descendência.
- Maria Amélia (1865-1883).
- Maria Isabel (1871-1904), casada com o príncipe João Jorge da Saxónia, sem descendência.
- Roberto (1873-1947), casado coma arquiduquesa Maria Imaculada de Áustria-Toscana, sem descendência.
- Ulrico (1877-1944).

### Morte
Maria Teresa morreu em Tubinga, em 8 de outubro de 1927, aos 82 anos. Seu corpo foi sepultado na cripta da Altshausen Schlosskirche, em Altshausen.

## Nota
- Este artigo foi inicialmente traduzido, total ou parcialmente, do artigo da Wikipédia em alemão cujo título é «Marie Therese von Österreich», especificamente desta versão.